# Raggiparadisfågel
Raggiparadisfågel (Paradisaea raggiana) är en fågel i familjen paradisfåglar inom ordningen tättingar.

## Utseende och läte
Raggiparadisfågeln är en stor tätting med en kroppslängd på 33–34 cm, utan hanens förlängda stjärtfjädrar. Båda könen har svart bröst och gula ögon. Hanen är röda eller orangefärgade plymer som den reser ovan ryggen under spelet, samtidigt som han lutar sig framåt och knycker med vingarna. Honan urskiljs genom kombination av gula ögon och gult på huvudets baksida. Hanen avger ett upprepad och nasalt skri.

## Utbredning och systematik
Raggiparadisfågeln är endemisk för Papua Nya Guinea. Den delas in i fyra underarter med följande utbredning:
- Paradisaea raggiana raggiana – förekommer längs södra vattendelaren av sydöstra Papua Nya Guinea
- Paradisaea raggiana salvadorii – förekommer i lågland i södra Papua Nya Guinea
- Paradisaea raggiana intermedia – förekommer utmed norra kusten i sydöstra Papua Nya Guinea
- Paradisaea raggiana augustaevictoriae – förekommer på (Huonhalvön till Waria och nedre Mambarefloden)

## Status och hot
Arten har ett stort utbredningsområde, men tros minska i antal, dock inte tillräckligt kraftigt för att den ska betraktas som hotad. Internationella naturvårdsunionen IUCN listar arten som livskraftig (LC).

## I kulturen
Raggiparadisfågeln är Papua Nya Guineas nationalfågel och finns avbildad på landets flagga. The Kumuls, "paradisfågel" på tok pisin är också namnet på Papua Nya Guineas landslag i rugby.

## Namn
Raggiparadisfågelns både svenska och vetenskapliga artnamn hedrar italienska naturforskaren och upptäcktsresanden Francesco Marchese Raggi (1807-1887).

## Bilder

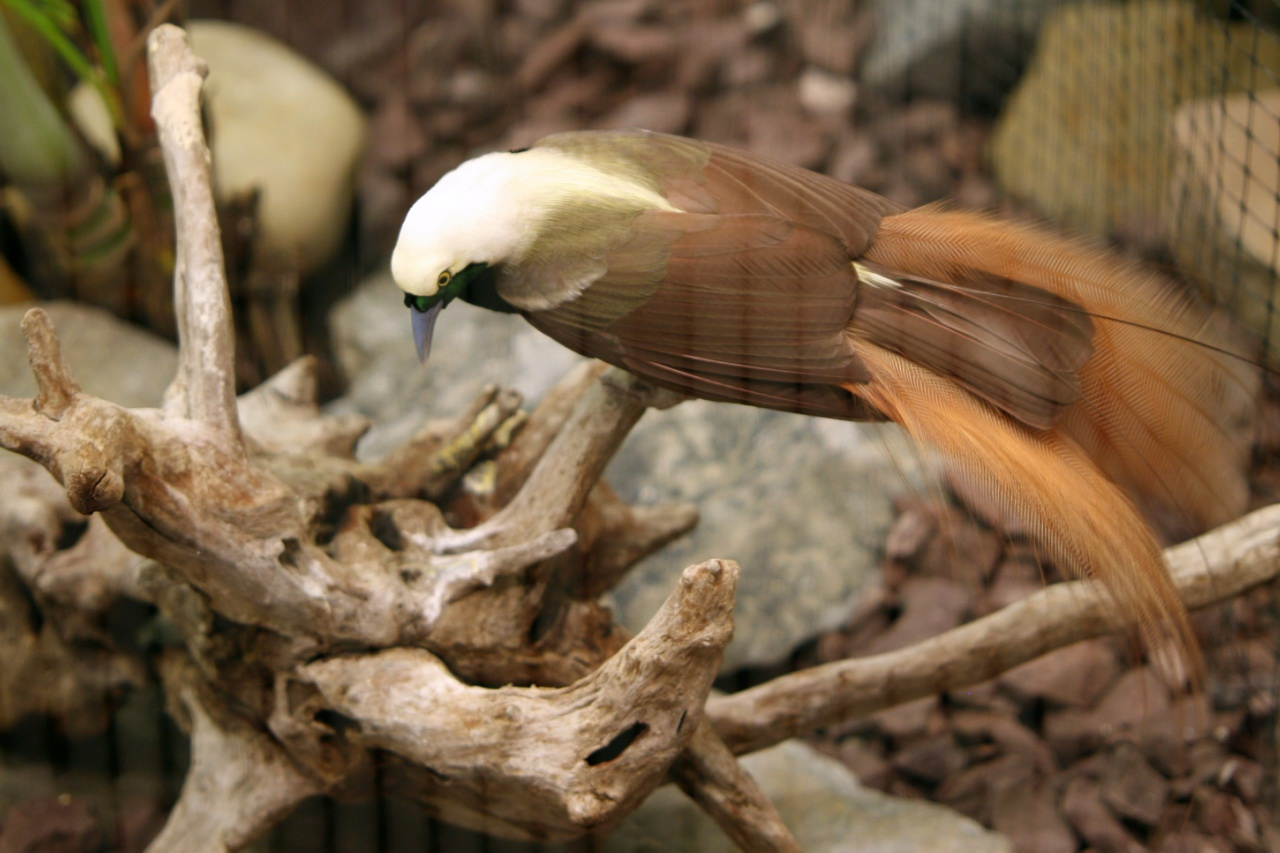
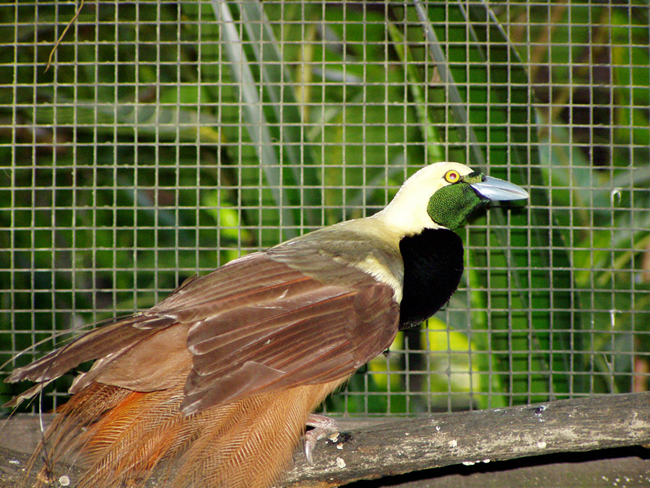
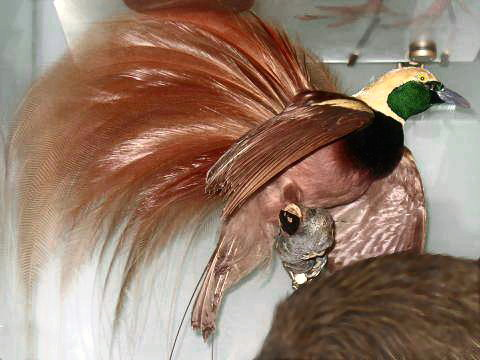